# Crkva Svete Sofije (Solun)
Crkva Svete Sofije (Svete Mudrosti) je jedna od najstarijih crkvi u Solunu koje postoje i danas.

## Istorija
Još u 3. veku postojala je crkva na mestu sadašnje crkve Svete Sofije. U 8. veku sadašnja struktura podignuta je na osnovu crkve Svete Sofije (Aja Sofije) u Carigradu. Nakon što su krstaši u Četvrtom krstaškom ratu zadobili grad crkva je postala latinska katedrala sve dok grad nije vraćen Vizantijskom carstvu 1246 godine.
Posle osvajanja Soluna od strane turskog sultana Murata II 29. marta 1430. godine, crkva je pretvorena u džamiju. Crkva je ostala džamija sve do oslobođenja Soluna u balkanskim ratovima 1912 — 1913. kada joj je vraćen krst. Crkva je dosta oštećena za vreme Velikog solunskog požara 1917. Kupola crkve obnovljena je 1980, mozaici su očišćeni i crkva danas predstavlja jedan od najvažnijih spomenika paleohrišćanske i vizantijske kulture u Solunu izgrađenu u vreme kada je Solun bio drugi po veličini grad u Vizantiji posle Konstantinopolja (Carigrada). Crkva Svete Mudrosti zajedno sa Gul džamijom u Istanbulu (verovatno nekadašnja crkva Svete Teodosije) i Kalenderhane džamijom (nekadašnja crkva Bogorodice Kirotise) predstavlja jedan od glavnih arhitektonskih primera vizantijskog krsta koji je tipičan za epohu srednje vizantijskog perioda.
U epohi Ikonoborstva apsida crkve bila je ukrašena zlatnim krstom, slično kao crkva Svete Irene u Carigradu. Krst je zamenjen likom Bogorodice od 787. do 797. godine, posle pobede poštovalaca ikona. Mozaik koji se sada nalazi u kupoli crkve predstavlja vaznesenje Isusa Hrista sa natpisom iz dela 1:11 vi ljudi Galilejci što stojite i gledate u nebo. U kupoli se takođe nalaze svih 12 apostola, Bogorodica kao i dva anđela. Crkva je upisana u svetsku kulturnu baštinu 1988 godine. Nalazi se u strogom centru grada Soluna u ulici Svete Sofije (Svete Mudrosti). Crkva pripada grupi paleohrišćanskih i vizantijskih spomenika u Solunu. Pored nje u ovoj grupi nalaze se crkva Svetog Dimitrija, crkva Panagia Halkeon, crkva Svetog Nikole, crkva Svetog Đorđa (rotonda), Galerijev trijumfalni slavoluk (kamara), crkva Svetih Apostola, crkva Svetog Pantelejmona i manastir Svetog Davida (manastir Latomos).

## Literatura
1. ↑  „Od crkve Sv.Sofije do crkve Sv.Marka”. Архивирано из оригинала 18. 09. 2010. г.

### Dodatna literatura
- „Свети великомученик Димитрије Солунски-Митровдан « Радио Светигора”.